# Drew Bledsoe
Drew McQueen Bledsoe (14 de fevereiro de 1972, Ellensburg, Washington) é um ex-jogador de futebol americano que atuava como quarterback na National Football League, ganhando destaque como quarterback do New England Patriots de 1993 a 2001. Durante os anos de 1990 até os anos 2000, ele foi o rosto da franquia dos Patriots. Bledsoe, um Pro Bowler, All-American pela Universidade do estado de Washington e o primeiro jogador escolhido no Draft de 1993, anunciou sua aposentadoria em 11 de abril de 2007.
Após um período de sucesso decrescente e duas temporadas consecutivas em que os Patriots não se classificaram para os playoffs, Bledsoe sofreu uma lesão quase fatal no início da temporada de 2001, o que levou o reserva Tom Brady a se tornar o titular da equipe. Ele não conseguiu recuperar sua posição de titular pelo resto da temporada devido ao sucesso de Brady, o que levou os Patriots a conquistarem seu primeiro campeonato no Super Bowl XXXVI e iniciaram uma dinastia para a franquia. Bledsoe então passou três temporadas com o Buffalo Bills, onde fez sua quarta aparição no Pro Bowl, e as duas últimas com o Dallas Cowboys.
Embora sua passagem pelos Patriots tenha sido eclipsada por Brady, Bledsoe é reconhecido por ajudar a reconstruir a franquia e por seu papel durante a primeira temporada de vitória no Super Bowl, quando substituiu um Brady lesionado para ajudar a vencer a Final da AFC de 2001. Por suas realizações em New England, ele foi introduzido no Hall da Fama dos Patriots em 2011.

## Números da carreira

### Estatísticas
| Ano   | Time                 | Ten   | Comp  | Pct   | Jardas | TD  | Int | Rating |
| ----- | -------------------- | ----- | ----- | ----- | ------ | --- | --- | ------ |
| 1993  | New England Patriots | 429   | 214   | 49,9% | 2 494  | 15  | 15  | 65,0   |
| 1994  | New England Patriots | 691   | 400   | 57,9% | 4 555  | 25  | 27  | 73,6   |
| 1995  | New England Patriots | 636   | 323   | 50,8% | 3 507  | 13  | 16  | 63,7   |
| 1996  | New England Patriots | 623   | 373   | 59,9% | 4 086  | 27  | 15  | 83,7   |
| 1997  | New England Patriots | 522   | 314   | 60,2% | 3 706  | 28  | 15  | 87,7   |
| 1998  | New England Patriots | 481   | 263   | 54,7% | 3 633  | 20  | 14  | 80,9   |
| 1999  | New England Patriots | 539   | 305   | 56,6% | 3 985  | 19  | 21  | 75,6   |
| 2000  | New England Patriots | 531   | 312   | 58,8% | 3 291  | 17  | 13  | 77,3   |
| 2001  | New England Patriots | 66    | 40    | 60,6% | 400    | 2   | 2   | 75,3   |
| 2002  | Buffalo Bills        | 610   | 375   | 61,5% | 4 359  | 24  | 15  | 86,0   |
| 2003  | Buffalo Bills        | 471   | 274   | 58,2% | 2 860  | 11  | 12  | 73,0   |
| 2004  | Buffalo Bills        | 450   | 256   | 56,9% | 2 932  | 20  | 16  | 76,6   |
| 2005  | Dallas Cowboys       | 499   | 300   | 60,1% | 3 639  | 23  | 17  | 83,7   |
| 2006  | Dallas Cowboys       | 170   | 90    | 53,3% | 1 164  | 7   | 8   | 69,2   |
| Total | Total                | 6 717 | 3 839 | 57,2% | 44 611 | 251 | 206 | 77,1   |

### Números na pós-temporada
- 4 vitórias e 3 derrotas em playoff
- 3 vitórias e 3 derrotas em playoff como titular (3-0 em casa)
- 252 passes tentados
- 129 passes completados
- 51.1% de acerto nos passes
- QB Rating: 54.9
- 1335 jardas aéreas
- 6 passes para touchdown
- 12 passes interceptados
- 21 passes tentados para cada interceptação
- 42 passes tentados para cada TD
- 2-0 na AFC Championship Game (na última aparição ele esteve no banco enquanto Tom Brady liderava o time a vitória sobre o Pittsburgh Steelers em janeiro de 2002)
- Campeão do Super Bowl (2001, New England Patriots)